# Johann Adolf Lasinsky
 (juin 2025).
Johann Adolf Lasinsky (né le 16 octobre 1808 à Simmern/Hunsrück, mort le 6 septembre 1871 à Düsseldorf) est un peintre prussien.

## Biographie
Johann Adolf Lasinsky est le frère aîné d'August Gustav Lasinsky. Il vient d'une famille de vieille noblesse allemande et polonaise, son père fait partie de la cour de Stanislas II de Pologne, sa mère est la poétesse Anna Maria von Knapp (de), la fille du vice-chancelier du comté de Juliers-Berg, Georg Joseph von Knapp (de).
Lasinsky se consacre d'abord à l'architecture puis exploite plutôt son talent pour la peinture en entrant en 1827 à l'académie des beaux-arts de Düsseldorf. Il est l'élève de Johann Wilhelm Schirmer et camarade avec Caspar Scheuren, Arnold Schulten et August Becker. Lasinsky devient un ami proche de Carl Friedrich Lessing qui lui donne des techniques.
Commençant à avoir du succès, il vient à Berlin. Il rejette des invitations à Saint-Pétersbourg et revient à Coblence en 1837 où il compose de grands tableaux pour le prince héritier de Russie Alexandre. Il s'installe ensuite à Cologne puis en 1850 à Düsseldorf. Il crée un grand paysage néerlandais puis un cycle de grands tableaux commandés par Charles-Antoine de Hohenzollern-Sigmaringen. Après la mort de son fils Paul en 1865, qui commençait à être peintre, il devient hypocondriaque au point de paraître fou.